# Antonin Proust
Antonin Proust (15 de marzo de 1832 - 20 de marzo de 1905) fue un periodista y político francés.
Antonin Proust nació en Niort, Deux-Sèvres. En 1864 fundó una revista antiimperial, La Semaine hebdomadaire, la cual fue publicada en Bruselas. Fue corresponsal de guerra para Le Temps en los primeros tiempos de la guerra franco-prusiana, pero después de la batalla de Sedán regresó a París, donde fue secretario de Gambetta y superintendente de los refugiados en París. Fue diputado de su ciudad natal en 1876, tomando su escaño por la izquierda. Con Gambetta formó parte de su gabinete (1881–1882), como ministro de Bellas Artes. En su labor como diputado se encargó regularmente de los presupuestos para Bellas Artes, luego que el Departamento encargado de ello dejó de existir. Procesado en relación con el Escándalo de Panamá, fue absuelto en 1893. A partir de ese momento vivió en el retiro. El 18 de marzo de 1905 se pegó un tiro en la cabeza, falleciendo dos días más tarde.
No está relacionado con Marcel Proust, el famoso escritor.